# ピアノーロ
ピアノーロ（伊: Pianoro）は、イタリア共和国エミリア＝ロマーニャ州ボローニャ県にある、人口約18,000人の基礎自治体（コムーネ）。

## 地理

### 位置・広がり

#### 隣接コムーネ
隣接するコムーネは以下の通り。
- ボローニャ
- ロイアーノ
- モンテレンツィオ
- モンツーノ
- オッツァーノ・デッレミーリア
- サン・ラッザロ・ディ・サーヴェナ
- サッソ・マルコーニ

### 気候分類・地震分類
ピアノーロにおけるイタリアの気候分類 (it) および度日は、zona E, 2441 GGである。
また、イタリアの地震リスク階級 (it) では、zona 3 (sismicità bassa) に分類される。

## 行政

### 分離集落
ピアノーロには、以下の分離集落（フラツィオーネ）がある。
- Carteria, Guzzano, Livergnano, Montecalvo, Monte delle Formiche, Montelungo, Musiano, Pian di Macina, Rastignano, Riosto, San Salvatore di Casola (Botteghino di Zocca), Sesto, Zena, Zula